# Condeau
Condé-sur-Huisne je vesnice a bývalá obec v departementu Orne v regionu Normandie ve Francii. Žije zde 379 obyvatel. V roce 2016 byla sloučena s obcemi Condé-sur-Huisne a Coulonges-les-Sablons do nově vzniklé obce Sablons sur Huisne.